# Saint-Victor-Montvianeix
 Saint-Victor-Montvianeix  là một xã ở tỉnh Puy-de-Dôme trong vùng Auvergne-Rhône-Alpes miền trung nước Pháp.